# Rose e Chanel
Rose e Chanel è un album della cantante Viola Valentino, pubblicato nel 2013 dall'etichetta discografica Frutta Records.
Contiene l'inedito Rose e Chanel, oltre a nuove versioni e unplugged di celebri brani dell'artista. 

## Tracce
1. Rose e Chanel – 3:02 (G. Germanelli, F. Mignogna, A. Gallo, A. Marton) – (inedito)
2. D'estate – 3:45 (G. Germanelli, F. Mignogna)
3. Comprami – 4:16 (R. Brioschi, C. Minellono)
4. Romantici (Feat. Paola Quattro) – 3:55 (M. Fabrizio, G. Morra)
5. Sola – 4:27 (M. Fabrizio, G. Morra)
6. Amore stella – 3:48 (M. Fabrizio, G. Morra)
7. Barbiturici nel thè – 3:53 (B. Lauzi, M. Balducci)
8. L'unica donna – 3:38 (G. Germanelli, F. Mignogna)
9. Si mi va – 3:32 (G. Morra, R. Fogli, Popi)
10. Stronza – 3:26 (G. Germanelli, F. Mignogna)
11. C'est la vie – 3:45 (Scialpi, G. Germanelli, F. Mignogna, M. Isetti, E. Perduca)
12. Anime d'autunno (Libertango) – 4:06 (A. Piazzolla, D. Gay)
13. Dimenticare mai (Feat. Virgo) (unplugged) – 4:03 (G. Germanelli, F. Mignogna)
14. Domani è un altro giorno (unplugged) – 3:59 (A. Gallo)
15. Daisy (unplugged) – 3:03 (F. Morettini, L. Angelosanti)
16. Un miraggio d'amore (unplugged) – 3:34 (A. Gallo, A. Rosati)
17. Ahimè (unplugged) – 3:02 (A. Gallo, A. Rosati, G. Germanelli, F. Mignogna)
18. La battaglia (unplugged) – 4:40 (Mogol, Gianni Bella)
19. La via nascosta (unplugged) – 2:51 (G. Vanni, C. D'Onofrio, P. Costa)
20. La canzone dell'amore perduto (unplugged) – 3:45 (Fabrizio De André)